# 大眼紫魚
大眼紫魚，又稱大眼姬鯛，為輻鰭魚綱鱸形目鱸亞目笛鯛科的其中一種，分布於中西大西洋區，從佛羅里達海峽至巴拿馬海域，棲息深度110-550公尺，本魚眼間隔平坦，眼大，吻短而鈍，胸鰭長達到肛門，體上側的粉紅色與銀色的光澤，腹面的鰭是半透明的粉紅色，背鰭硬棘10枚;背鰭軟條11枚;臀鰭硬棘3枚;臀鰭軟條8枚，體長可達50公分，生活在大陸坡，屬肉食性，以魚類、浮游生物等為食，可作為食用魚。